# Túrdids

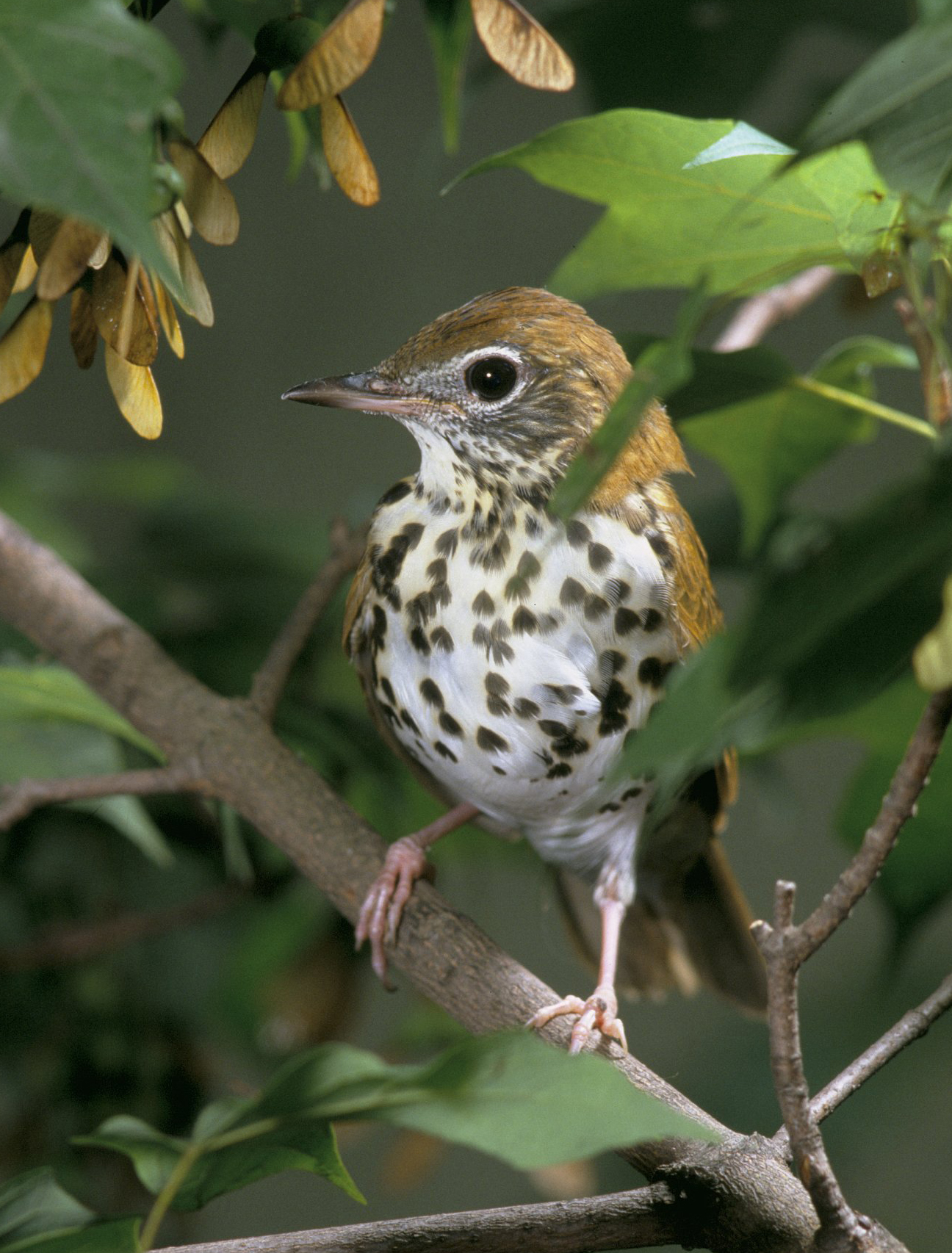
Griveta boscana (Hylocichla mustelina).

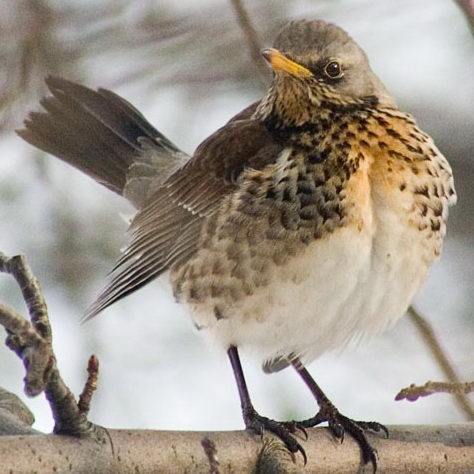
Griva cerdana (Turdus pilaris) fotografiada a Polònia.

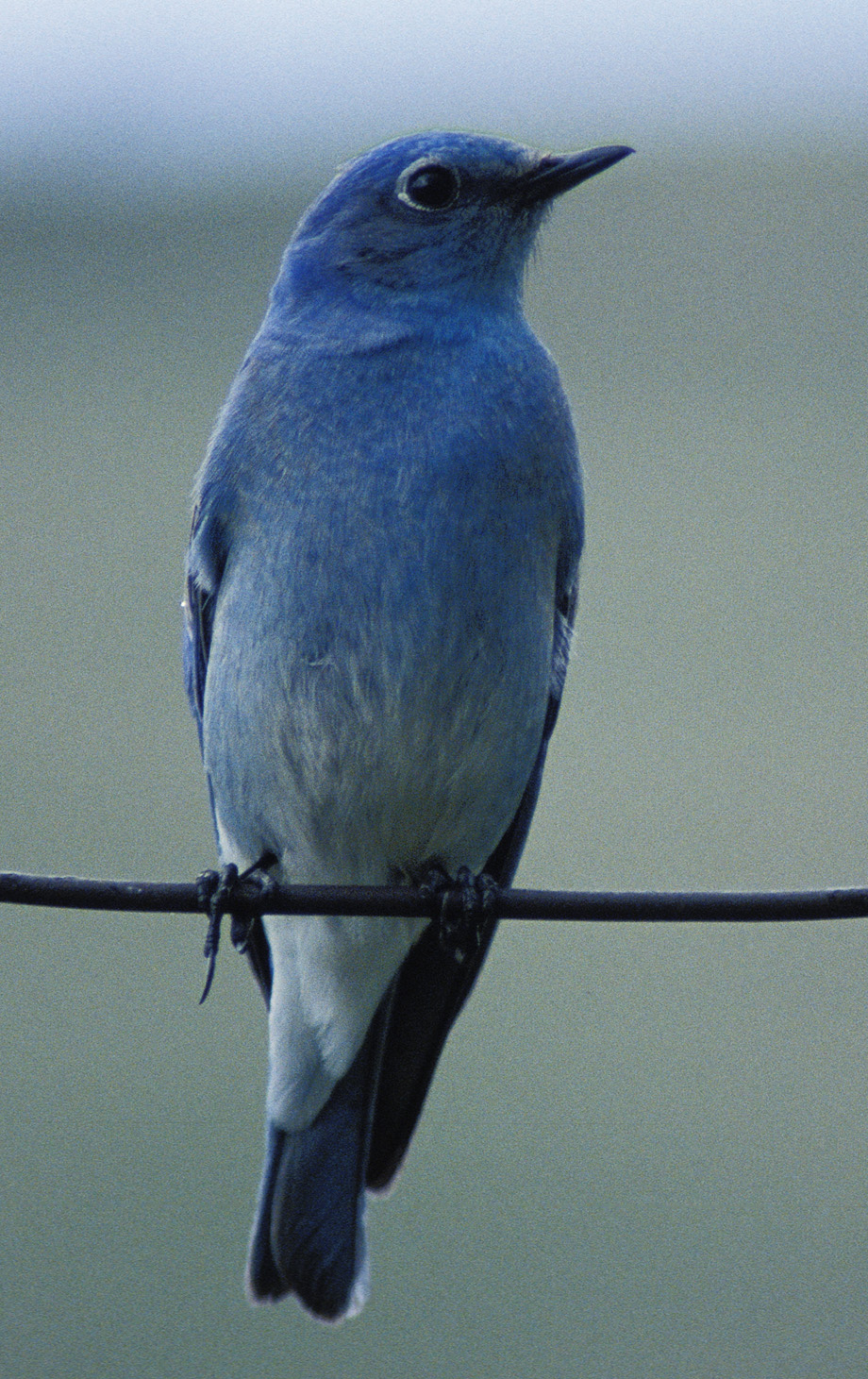
Siàlid muntanyenc (Sialia currucoides).

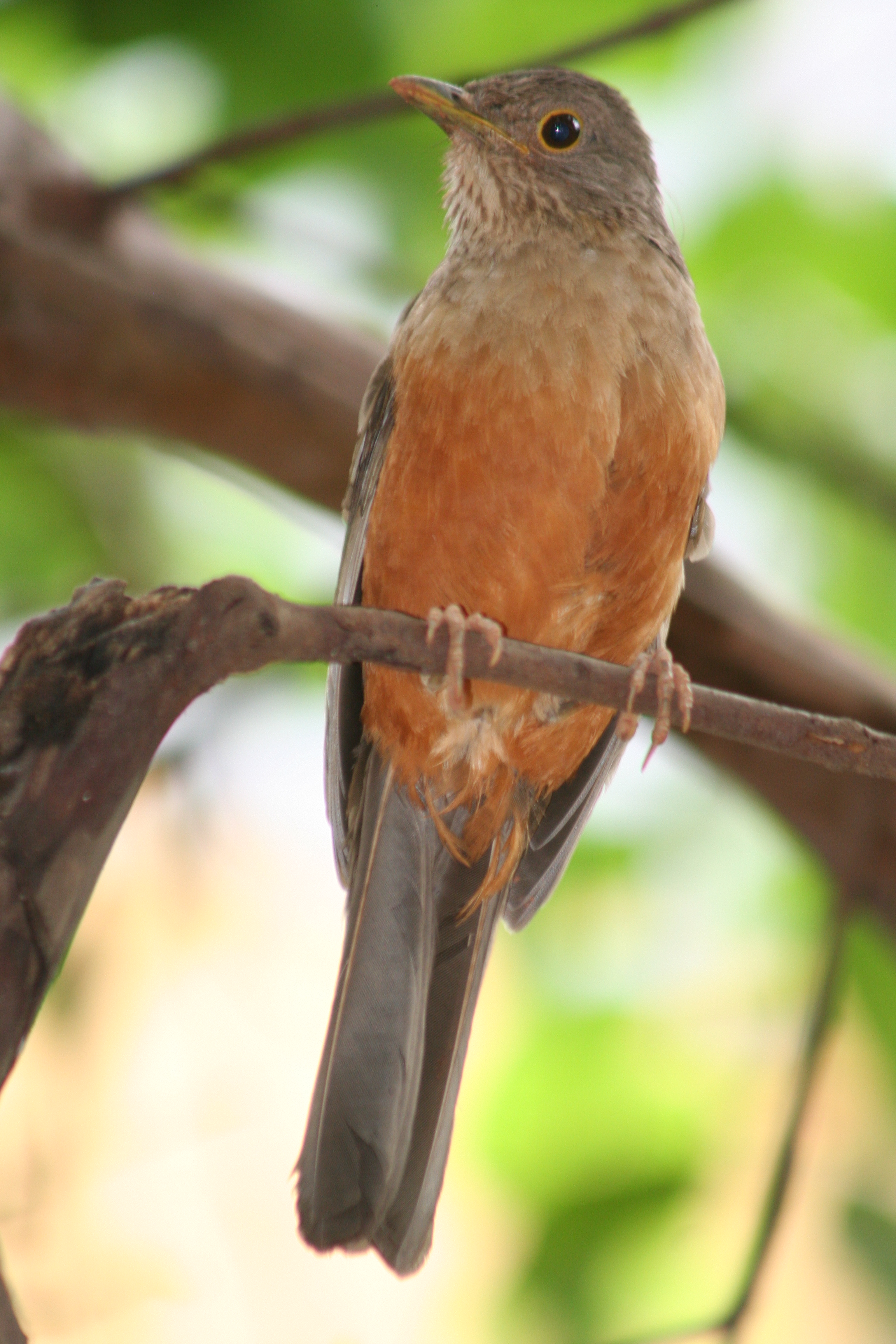
Turdus rufiventris

Els túrdids (Turdidae) són una família d'ocells de l'ordre dels passeriformes.

## Morfologia
- Fan entre 11 i 30 cm de llargària.
- Tenen 10 rèmiges primàries a cada ala i 12 rectrius a la cua.
- Llurs potes són robustes i més adaptades a saltar que a agafar-se a les branques, i els tarsos no són recoberts d'escates.
- Els immaturs tenen el plomatge fosc, amb taques clares a les parts superiors, i clar amb taques fosques a les inferiors.

## Reproducció
Fan el niu descobert, en forma de copa.

## Alimentació
Mengen insectes, fruita, baies i cucs.

## Distribució geogràfica
Viuen arreu de la Terra -tret de les zones polars i la Polinèsia)- de manera autòctona o introduïts per l'ésser humà (cas de la merla i del tord a Nova Zelanda).

## Costums
Són excel·lents cantaires (els cants d'algunes espècies dels gèneres Catharus, Myadestes i Turdis són considerats del més bonics dels ocells).

## Llista de gèneres
Segons la classificació del Congrés Ornitològic Internacional (versió 11.1, 2021) aquesta família está formada per 17 gèneres amb 172 espècies.
- Gènere Neocossyphus, amb dues espècies.
- Gènere Stizorhina, amb dues espècies.
- Gènere Geokichla, amb 21 espècies.
- Gènere Zoothera, amb 21 espècies.
- Gènere Ixoreus, amb una espècie: tord de collar (Ixoreus naevius)
- Gènere Ridgwayia, amb una espècie: tord asteca (Ridgwayia pinicola)
- Gènere Cataponera, amb una espècie: tord de Sulawesi becgroc (Cataponera turdoides)
- Gènere Grandala, amb una espècie: grandala (Grandala coelicolor)
- Gènere Sialia, amb tres espècies.
- Gènere Myadestes, amb 12 espècies.
- Gènere Cichlopsis, amb una espècie: solitari ocre (Cichlopsis leucogenys)
- Gènere Catharus, amb 13 espècies.
- Gènere Hylocichla, amb una espècie: griveta boscana (Hylocichla mustelina)
- Gènere Entomodestes, amb dues espècies.
- Gènere Turdus, amb 85 espècies.
- Gènere Cochoa, amb 4 espècies.
- Gènere Chlamydochaera, amb una espècie: tord de Borneo (Chlamydochaera jefferyi)